# William Mactavish

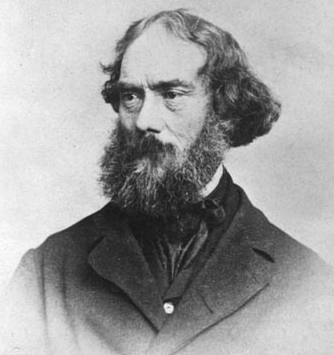
William Mactavish

William Mactavish oder Mctavish (* 29. März 1815 in Edinburgh; † 23. Juli 1870 in Liverpool) war ein schottischer Pelzhändler und Repräsentant der Hudson’s Bay Company. Er war Gouverneur der Territorien Ruperts Land und Assiniboia, vor der Übergabe an Kanada und der Gründung der Provinz Manitoba im Jahr 1870.

## Biografie
Mactavish trat 1833 in die Dienste der Hudson’s Bay Company (HBC) und war zunächst im Handelsposten Norway House nördlich des Winnipegsees tätig. 1834 wurde er ins nördlicher gelegene York Factory an der Hudson Bay versetzt, wo er eine Ausbildung als Buchhalter und Lagerverwalter erhielt. Es folgten mehrere Beförderungen, bis er schließlich 1857 zum Chefhändler (chief factor) von Fort Garry in der Red-River-Kolonie ernannt wurde. Dort heiratete er Sarah McDermot, eine katholische Métis.
1858 ernannte die HBC Mactavish zum Gouverneur von Assiniboia, eine Aufgabe, die er nur unter Protest übernahm, da seiner Meinung nach Politik und Geschäft nicht in einer Hand vereinigt sein sollten. 1860 musste er nach dem Tod von George Simpson auch das Amt des Gouverneurs von Ruperts Land übernehmen. 1861/62 war er zusätzlich Gerichtspräsident in der Red-River-Kolonie und in Ruperts Land, da die HBC während längerer Zeit keinen geeigneten Nachfolger für den verstorbenen Amtsinhaber finden konnte.
Seine weitgehend passive Haltung begünstigte 1869 die Red-River-Rebellion. Die von Louis Riel angeführte provisorische Regierung der Métis ließ er weitgehend gewähren, auch gegen die Agitation der Canadian Party von John Christian Schultz trat er wenig entschlossen auf. Hauptgrund dafür dürfte seine schwere Tuberkulose-Erkrankung gewesen sein. Im Mai 1870 verließ er die Red-River-Kolonie, um in seine Heimat zurückzukehren. Er traf am 21. Juli in Liverpool ein, wo er zwei Tage später starb.